# Native advertising
Native advertising is een vorm van reclame, gewoonlijk in online media maar ook wel in geprinte media, dat in vorm en functie gelijkt op een gewoon item op het platform waarin het verschijnt. In verscheidene gevallen, duikt het op als ofwel een artikel of video, gemaakt door een adverteerder met de specifieke intentie om een product te promoten, terwijl het qua vorm en stijl gelijkt op die men gewoon is van het werk van de redactie van het platform. Het woord "native" verwijst naar deze coherentie van de inhoud met de andere media die verschijnen op het platform. Omwille van de ambigue afbakening van sommige andere marketingsvormen, is de precieze aanvangsperiode van native advertising nog steeds onderwerp van debat. Deze onzekerheid is in het bijzonder merkbaar in bepaalde gevallen van sluikreclame (embedded marketing), van dewelke men moderne native advertising als een evolutie kan beschouwen. Terwijl sluikreclame het product in de inhoud zelf plaatst, wordt bij native advertising het product en de inhoud in feite tot een geheel samengesmolten. Omwille van deze samensmelting van reclame en inhoud, is de wettelijke status van native advertising onzeker, en de Federal Trade Commission hield een workshop om haar vormen op te helderen in 2013.

## Vormen
Ondanks de ambiguïteit rond de precieze datering van de uitvinding van native advertising, beschouwen verschillende experten de Hallmark Hall of Fame, een serie die voor het eerst werd uitgezonden in 1951 en vandaag nog steeds wordt uitgezonden, als een van de vroegste voorbeelden van deze techniek. Volgens Lin Grensing-Pophal, "is de prijswinnende serie aantoonbaar een van de vroegste voorbeelden van 'native' advertising—advertisering die onderschikt is aan het afleveren van de boodschap, maar invloedrijk door haar associatie met gewaardeerde inhoud" ("The award-winning series is arguably one of the earliest examples of 'native' advertising—advertising that is secondary to the message being delivered, but impactful through its association with valued content.").
Contemporaine formaten voor native advertising omvatten nu gepromote video's, afbeeldingen, artikels, commentaren, muziek, en andere vormen van media. Een meerderheid van deze methodes voor het afleveren van de native strategy zijn overgedragen naar een online aanwezigheid, waar het meestal gebruikelijk is om te worden ingezet als door de adverteerder geproduceerd merkinhoud, een concept gelijkaardig aan de traditionele advertorial. Alternatieve voorbeelden van moderne technieken zijn onder andere search advertising, wanneer advertenties opzij van zoekresultaten verschijnen die kunnen worden gekwalificeerd als native in relatie tot de zoekervaring. Populaire voorbeelden hiervan zijn: op Twitter gepromote Tweets, op Facebook gepromote verhalen, en op Tumblr gepromote berichten. De meest traditioneel beïnvloede vorm van native marketing manifesteert zich onder de vorm van het plaatsen van gesponsorde inhoud naast redactionele inhoud, of "andere artikels waarin je misschien bent geïnteresseerd" ("other content you might be interested in") waarbij door een marketeer gesponsorde artikels naast redactionele aanbevelingen worden getoond.
Recentelijk is er enige controverse ontstaan over de vraag of contentmarketing een vorm van native marketing is, of dat deze twee inherent verschillende ideologieën en stijlen zijn; waarbij native marketing-strategen beweren dat ze contentmarketing-technieken gebruiken, en sommige contentmarketing-strategen claimen dat wat zij doen geen vorm van native marketing is.

## Categorieën van online advertenties
Het Interactive Advertising Bureau (IAB), de voornaamste organisatie verantwoordelijk voor de ontwikkeling van standaarden voor de advertentie-industrie en het uitvoeren van zakelijk onderzoek, publiceerde een rapport in 2013 waarin zes verschillende categorieën van native advertising werden onderscheiden.

## Referentie
- Dit artikel of een eerdere versie ervan is een (gedeeltelijke) vertaling van het artikel Native_advertising op de Engelstalige Wikipedia, dat onder de licentie Creative Commons Naamsvermelding/Gelijk delen valt. Zie de bewerkingsgeschiedenis aldaar.